# Atînske, Bilopillea
Atînske (în ucraineană Атинське) este un sat în comuna Rîjivka din raionul Bilopillea, regiunea Sumî, Ucraina.

## Demografie
Componența lingvistică a localității Atînske
     Ucraineană (87,25%)
     Rusă (12,75%)
Conform recensământului din 2001, majoritatea populației localității Atînske era vorbitoare de ucraineană (87,25%), existând în minoritate și vorbitori de rusă (12,75%).